# František Pitor
František Pitor (19. července 1923 Znojmo – 11. srpna 2005 Plzeň) byl zpravodajec, politický vězeň a disident.

## Život
František Pitor se narodil 19. července 1923 ve Znojmě jako nejstarší z osmi dětí. Vyučil se elektrikářem a následně získal maturitu na průmyslovce. V roce 1941 odešel na prací do Třetí říše, aby roku 1945 vrátil jako zpravodajec americké armády. O jeho aktitivách za války existují rozporuplné informace. Za války měl zpravodajsky pracovat pro americkou zpravodajskou službu, být chycen Němci, odsouzen k trestu smrti, při náletu utéct z vazby a dosáhnout neutrálního Švýcarska.
Po válce F. Pitor vstoupil do československé armády. Mezitím došlo k únorovému převratu a ustavení komunistické diktatury. V létě 1948 byl F. Pitor souzen za zběhnutí a propuštěn z armády. V prosinci 1948 se po svatbě s Libuši Kraftovou usadil v Plzni. Na konci roku 1949 se F. Pitor připojil k protikomunistické skupině, které se podařilo do zahraničí předat různé zpravodajské informace, včetně vzorku uranové rudy. Po odhalení skupiny následovalo zatýkání a v listopadu 1950 soudní proces. F. Pitor byl odsouzen k trestu smrti, následně změněném na 25 let odnětí svobody. Uvězněni byli i jeho manželka (na 10 let, amnestována 1955), sestra a bratr. O devítiměsíčního syna F. Pitora se musela postarat rodina. V následujících deseti letech prošel několika věznicemi a pracovními tábory. V květnu 1960 byl propuštěn na amnestii. V roce 1968 se F. Pitor podílel na založení muklovské organizace K 231. Ta však po několika měsících zanikla ve změněné situaci po invazi vojsk Varšavské smlouvy. Již po propuštění i později se o něj zajímala Státní bezpečnost.
V období tzv. normalizace byl F. Pitor důležitým představitelem plzeňského disentu. V roce 1977 byl odsouzen kvůli šíření samizdatu společně s Alenou Klímovou, která pracovala jako knihovnice pro Československou lidovou armádu. Hlavní líčení probíhalo bez účasti veřejnosti ve dnech 15.–16. listopadu 1977 v Plzni. Dle obžaloby na ormigu v 80 kopiích rozmnožili prohlášení Charty 77 a na psacím stroji další texty, například dopis Arnošta Kolmana sovětskému generálnímu tajemníku Brežněnovi a esej Jana Patočky Co můžeme čekat od Charty 77. Tiskoviny šířili mezi svými známými. Oba byli uznáni vinnými ze spáchání trestného činu pobuřování. F. Pitor byl odsouzen na tři roky odnětí svobody a A. Klímová na jeden rok nepodmíněně. Jejich odvolání bylo zamítnuto rozsudkem Krajského soudu v Plzni ze dne 23. 12. 1977.
V protirežimních aktivitách F. Pitor pokračoval i po svém propuštění. Účastnil se různých schůzek, byl členem západočeské pobočky od roku 1988 vznikajícího Sdružení T. G. Masaryka,, podílel se na šíření exilových a samizdatových tiskovin, prostřednictvím jeho telefonu byly podávány informace zahraničním rozhlasovým stanicím Hlas Ameriky a Svobodná Evropa. Při výročí okupace 21. srpna 1989 patřil mezi bezpečností preventivně zadržené disiidenty. V době sametové revoluce se účastnil založení plzeňského Občanského fóra. Po listopadu 1989 se jako člen prověrkových komisí podílel na očistě společnosti. V červenci 2018 mu bylo Ministerstvem obrany posmrtně uděleno osvědčení účastníka protikomunistického odboje a odporu.